# Оксфорд (Айдахо)
Оксфорд (англ. Oxford) — місто в окрузі Франклін, штат Айдахо, США. Згідно з переписом 2010 року населення становило 48 осіб, що на 5 осіб менше, ніж 2000 року.

## Географія
Оксфорд розташований за координатами 42°15′36″ пн. ш. 112°1′5″ зх. д. / 42.26000° пн. ш. 112.01806° зх. д. (42.260019, -112.018174).  За даними Бюро перепису населення США в 2010 році місто мало площу 0,65 км², уся площа — суходіл.

## Демографія

### Перепис 2010 року
За даними перепису 2010 року, у місті проживало 48 осіб у 17 домогосподарствах у складі 11 родин. Густота населення становила 74,1 ос./км². Було 22 помешкання, середня густота яких становила 34,0/км². Расовий склад міста: 93,8% білих and 6,3% індіанців.
Із 17 домогосподарств 29,4% мали дітей віком до 18 років, які жили з батьками; 52,9% були подружжями, які жили разом; 5,9% мали господиню без чоловіка; 5,9% мали господаря без дружини і 35,3% не були родинами. 35,3% домогосподарств складалися з однієї особи, у тому числі 11,8% віком 65 і більше років. У середньому на домогосподарство припадало 2,82 мешканця, а середній розмір родини становив 3,82 особи.
Середній вік жителів міста становив 34 роки. Із них 41,7% були віком до 18 років; 2,1% — від 18 до 24; 16,8% від 25 до 44; 27,1% від 45 до 64 і 12,5% — 65 років або старші. Статевий склад населення: 58,3% — чоловіки і 41,7% — жінки.
Середній дохід на одне домашнє господарство  становив 27 129 доларів США (медіана — 16 607), а середній дохід на одну сім'ю — 29 250 доларів (медіана — (X)). За межею бідності перебувало 73,1 % осіб, у тому числі 100,0 % дітей у віці до 18 років та 0,0 % осіб у віці 65 років та старших.
Цивільне працевлаштоване населення становило 14 особи. Основні галузі зайнятості: роздрібна торгівля — 50,0 %, освіта, охорона здоров'я та соціальна допомога — 21,4 %, транспорт — 14,3 %.

### Перепис 2000 року
За даними перепису 2000 року, у місті проживало 53 осіб у 18 домогосподарствах у складі 14 родин. Густота населення становила 81,9 ос./км². Було 23 помешкання, середня густота яких становила 35,5/км². Расовий склад міста: 94,34% білих і 5,66% індіанців. Іспанці та латиноамериканці незалежно від раси становили 5,66% населення.
Із 18 домогосподарств 44,4% мали дітей віком до 18 років, які жили з батьками; 72,2% були подружжями, які жили разом і 22,2% не були родинами. 22,2% домогосподарств складалися з однієї особи, у тому числі 11,1% віком 65 і більше років. У середньому на домогосподарство припадало 2,94 мешканця, а середній розмір родини становив 3,50 особи.
Віковий склад населення: 35,8% віком до 18 років, 5,7% від 18 до 24, 20,8% від 25 до 44, 22,6% від 45 до 64 і 15,1% від 65 років і старші. Середній вік жителів — 30 років. Статевий склад населення: 50,9 % — чоловіки і 49,1 % — жінки. 
Середній дохід домогосподарств у місті становив $23 125, родин — $28 333. Середній дохід чоловіків становив $15 000 проти $18 750 у жінок. Дохід на душу населення в місті був $9 889. Жоден житель і жодна родина не перебували за межею бідності.